# Domänenweingut Schloss Schönborn

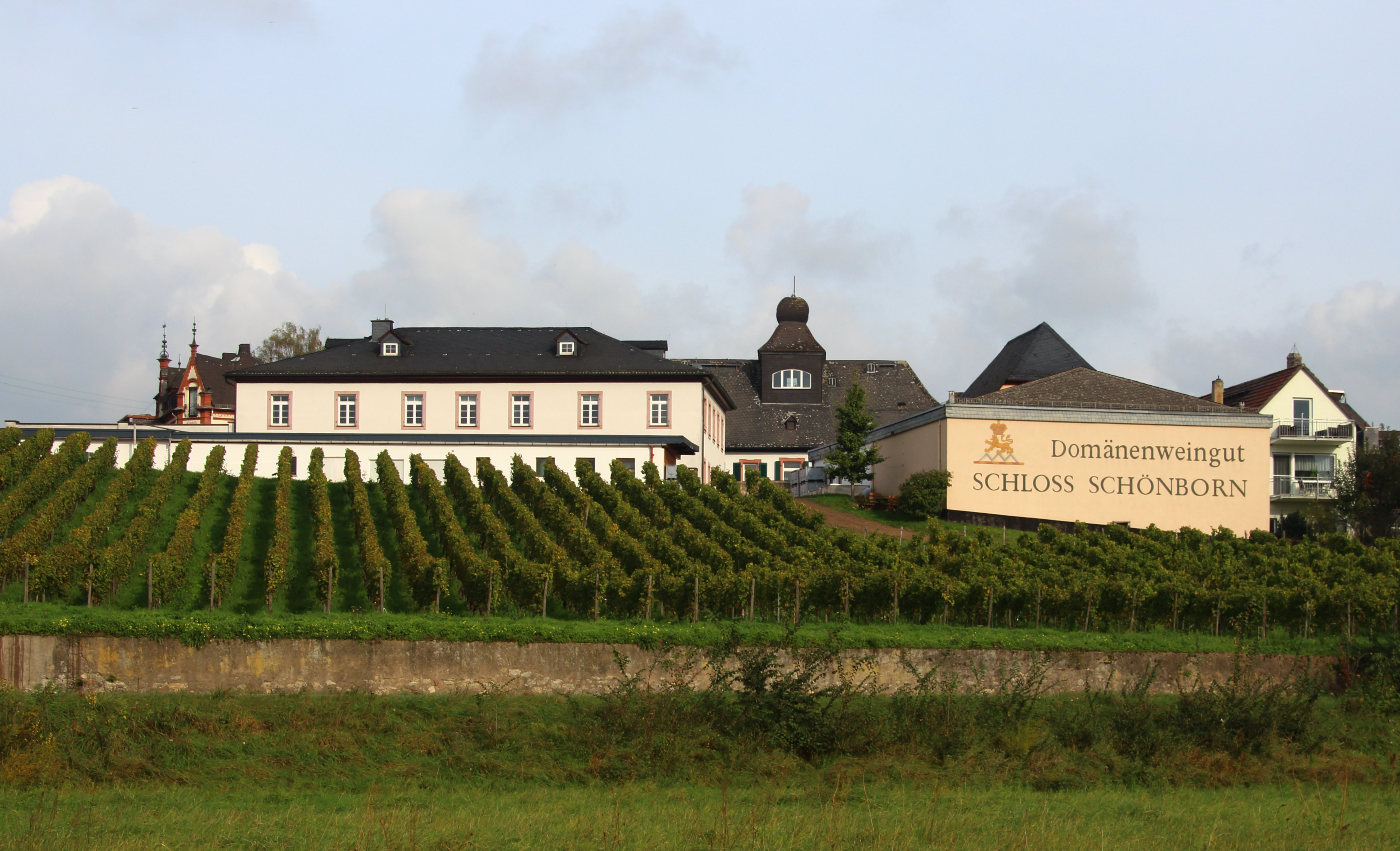
Domänenweingut Schloss Schönborn in Hattenheim

Das Domänenweingut Schloss Schönborn war ein Weingut in Hattenheim im Rheingau. Bereits seit dem Jahre 1349 ist die Familie der Grafen von Schönborn im Besitz von Weinbergen am Rhein und das Domänenweingut zählte somit zu den ältesten Weingütern Deutschlands. Derzeitiger Inhaber ist Paul Graf von Schönborn.

## Lagen
Die Schönborner verfügen über Weinbergsbesitz in Lagen des Rheingaues zwischen Hochheim und Lorchhausen. Der Besitz verteilt sich auf 38 Einzellagen, wovon über 80 % für die Produktion von Ersten Gewächsen klassifiziert sind. Zum Besitz gehören 2,2 ha der Spitzenlage Erbacher Marcobrunn. Ferner ist es Alleinbesitzer des Hattenheimer Pfaffenbergs.

## Geschichte
1640 erwarb Philipp Erwein von Schönborn das Gut in Hattenheim von den Cämmerern zu Worms.
Die Schönborn waren unter den Ersten, die ab 1720 in mundgeblasene Flaschen abfüllten. Ein 1735er Johannisberger aus dem Schatzkeller gehört zu den frühesten Flaschenfüllungen in Deutschland. Das Weingut war Gründungsmitglied des im Jahre 1897 eingetragenen Verbands Deutscher Prädikatsweingüter (VDP). Verschiedene Produkte haben nationale und internationale Auszeichnungen erhalten.
Im 18. Jahrhundert wurde das heutige Hauptgebäude sowie eine Kelterhalle des Weingutes errichtet. 1896 konnte Franz Maximilian von Schönborn das sogenannte Rheinhaus, ein ehemaliges Weingut, dazu erwerben. 1900 wurde neben dem Haupthaus ein Wohnhaus angebaut.
Seit 1998 verwaltete Paul Graf von Schönborn die Besitztümer, zu denen neben dem Domänenweingut Schloss Schönborn das Weingut Schloss Hallburg bei Volkach in Unterfranken und Casa Cadaval in Muge in Portugal gehören.
Am 19. Oktober 2012 durchsuchten Weinkontrolle und Polizei das Weingut. Laut dem Inhaber wird wegen Verstößen gegen das Deutsche Weingesetz gegen den Gutsverwalter ermittelt. Insiderberichten zufolge sollen Weinberge schlecht gepflegt und ein unerlaubtes Konzentrationsverfahren (Kryoextraktion) soll genutzt worden sein. Das Weingut nahm im August 2013 aufgrund der laufenden Ermittlungen 22 Weine aus dem Sortiment. Die Mitgliedschaft des Betriebs im Verband Deutscher Prädikatsweingüter (VDP) ruhte zunächst auf Antrag des Inhabers und wurde später im Laufe der Neuorganisation des Weingutes zurückgegeben.
Die Weinkontrolle machte folgende Feststellungen zu betroffenen Weinen:
- unzulässige Reduktion des Schwefelgehaltes des Sektgrundweines
- Verschnitt mit Wein aus anderem Anbaugebiet
- unzulässiger Zusatz von Weindestillat
- Verschnitt mit anderen Rheingaulagen
- unzulässige Mostkonzentrierung

Wie Anfang Mai 2014 zu erfahren war, ermittelte die Staatsanwaltschaft nicht nur gegen den ehemaligen Gutsverwalter, sondern auch gegen den Eigentümer. Ein daraus resultierendes Verfahren wegen Aufsichtspflichtverletzungen wurde gegen die Zahlung einer Geldbuße in Höhe von 35.000 € eingestellt.
Im Januar 2021 wurde die Schließung des Kellereistandorts durch Paul Graf von Schönborn bekanntgegeben. Die Bewirtschaftung der Weinbergsflächen wurde ausgelagert. Die Spitzenlagen Erbacher Marcobrunn und Hattenheimer Pfaffenberg hat das Weingut Gunter Künstler aus Hochheim am Main als Pächter übernommen.

## Rebsortenspiegel
Es sind ca. 96 % der rund 50 ha umfassenden Ertragsrebfläche mit Riesling bepflanzt. Die restlichen Flächen sind mit den Rebsorten Spätburgunder (3 %) und Weißer Burgunder (1 %) bestockt.

## Kurzbetrachtung
- Ertragsrebfläche: 50 Hektar
- Jahresproduktion: 300.000 Flaschen
- Spitzenlagen: Erbacher Marcobrunn, Hattenheimer Pfaffenberg, Wisselbrunnen und Nußbrunnen, Assmannshäuser Höllenberg, Rüdesheimer Berg Schlossberg, Roseneck und Rottland, Winkeler Hasensprung und Jesuitengarten, Johannisberger Klaus und Vogelsang, Rauenthaler Baiken, Hochheimer Domdechaney, Kirchenstück und Hölle.
- Rebsorten: 96 % Riesling, 3 % Spätburgunder, 1 % Weißburgunder
- Durchschnittsertrag: 54 hl/ha